# Torneo di Wimbledon 1974
Il Torneo di Wimbledon 1974 è stata l'88ª edizione del Torneo di Wimbledon e terza prova stagionale dello Slam per il 1974. Si è giocato sui campi in erba dell'All England Lawn Tennis and Croquet Club di Wimbledon a Londra, in Gran Bretagna, dal 24 giugno al 6 luglio 1974.

## Partecipanti

### Teste di serie
| Nazionalità | Giocatore             | Ranking* | Testa di serie |
| ----------- | --------------------- | -------- | -------------- |
| Australia   | John Newcombe         | 1        | 1              |
| Romania     | Ilie Năstase          | 3        | 2              |
| Stati Uniti | Jimmy Connors         | 2        | 3              |
| Stati Uniti | Stan Smith            | 7        | 4              |
| Svezia      | Björn Borg            | 8        | 5              |
| Rep. Ceca   | Jan Kodeš             | 11       | 6              |
| Paesi Bassi | Tom Okker             | 4        | 7              |
| Stati Uniti | Arthur Ashe           | 6        | 8              |
| Australia   | Ken Rosewall          | 109      | 9              |
| Russia      | Aleksandre Met'reveli | 9        | 10             |
| Stati Uniti | Tom Gorman            | 10       | 11             |
| Spagna      | Manuel Orantes        | 12       | 12             |

* Ranking ATP al 3 giugno 1974

### Altri partecipanti
I seguenti giocatori sono passati dalle qualificazioni:

- Peter Kanderal
- Rolf Thung
- Neale Fraser
- Éric Deblicker
- John Yuill
- Steve Krulevitz
- Bernard Mitton
- Hans Jaochim Plotz
- Dick Dell
- Ulrich Pinner
- Jean Francois Caujolle
- Rayno Seegers
- Armistead Neely
- František Pála
- Paul Kronk
- Tenny Svensson
- Juan Ignacio Muntanola (lucky loser)

## Risultati

### Singolare maschile
Jimmy Connors ha battuto in finale  Ken Rosewall con il punteggio di 6–1, 6–1, 6–4.

### Singolare femminile
Chris Evert ha battuto in finale  Ol'ga Morozova con il punteggio di 6–0, 6–4.

### Doppio maschile
John Newcombe /  Tony Roche hanno battuto in finale  Bob Lutz /  Stan Smith con il punteggio di 8–6, 6–4, 6–4.

### Doppio femminile
Evonne Goolagong /  Peggy Michel hanno battuto in finale  Helen Gourlay /  Karen Krantzcke con il punteggio di 2–6, 6–4, 6–3.

### Doppio misto
Billie Jean King /  Owen Davidson hanno battuto in finale  Lesley Charles /  Mark Farrell con il punteggio di 6–3, 9–7.

## Junior

### Singolare ragazzi
Billy Martin ha battuto in finale  Ashok Amritraj col punteggio di 6-2, 6-1.

### Singolare ragazze
Mima Jaušovec ha battuto in finale  Mariana Simionescu con il punteggio di 7-5, 6-4.